# اوتوی (اوآز)
اوتوی (به فرانسوی: Auteuil) یک کمون در فرانسه است که در canton of Auneuil واقع شده‌است. اوتوی ۱۱٫۹۲ کیلومتر مربع مساحت دارد ۱۴۰ متر بالاتر از سطح دریا واقع شده‌است.